# Beechcraft Travel Air
El Beechcraft Travel Air fue un bimotor desarrollado desde el Beechcraft Bonanza y fue diseñado para rellenar el espacio entre el monomotor Bonanza 24 y el bimotor Twin-Bonanza 50, que voló por primera vez el 6 de agosto de 1956.

## Diseño y desarrollo

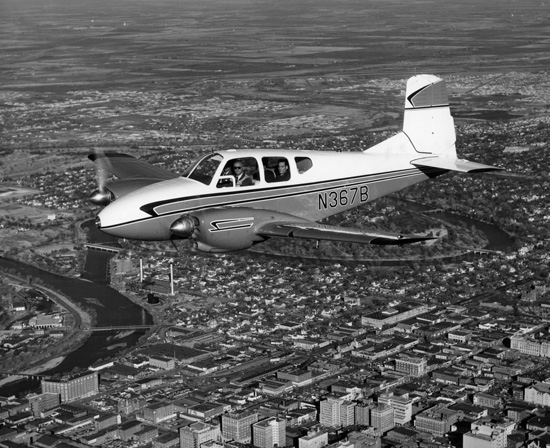
Un Beechcraft Model 95 en vuelo.

Diseñado como competidor del Cessna 310 y del Piper Apache, el Travel Air, desarrollado como el "Badger" (Tejón) tomó varias características de diseño de los aviones previos de Beechcraft. El diseño básico fue del modelo Bonanza 35, estaba equipado con el estabilizador horizontal del T-34 Mentor y con motores de cuatro cilindros. El larguero del ala es del Model 50 Twin-Bonanza, junto con un borde de ataque construido con aluminio más grueso. El tren de aterrizaje se había tomado del Model Mentor de la Armada de los Estados Unidos, que era una estructura muy fuerte diseñada para los aterrizajes es portaaviones.
La potencia de este avión viene dada por dos Lycoming O-360-41A de 180 hp (130KW) a 2700 rpm cada uno. Con una potencia al 75%, el Travel Air era capaz de volar a 200 mph a 7500 pies.
Aunque inicialmente se desarrolló y comercializó como el "Badger" (Tejón), una carta de 1956 de la Fuerza Aérea de los Estados Unidos notificó a Beechcraft que ese nombre había sido elegido anteriormente para el Tupolev Tu-16. De este modo, Beechraft eligió utilizar el nombre de "Travel Air", que provenía de la compañía predecesora de Beechraft, la "Travel Air Manufacturing Company".
Beechcraft estableció por este avión un precio inicial de 59500 dólares, 10450 menos que el precio del Cessna 310, pero 13510 más que el Piper Apache.

## Variantes
Durante los diez años en los que este modelo fue fabricado, desde el 1958 hasta el 1968, surgieron cuatro variantes distintas del Travel Air: 

### Model 95
El modelo inicial fue construido en los años 1958 y 1959. Este modelo tenía un quinto asiento plegable y se vendieron 173 unidades en 1958 y otras 128 en el año 1958, antes de ser mejorado en las sucesivas variantes.

### Model B95/B95A
Los cambios en la versión B95 incluían un alargamiento de 480 mm en la cabina, para aumentar el área de la parte trasera y además, los estabilizadores horizontales y elevadores fueron ampliados para mejorar el control. El cambio más notable fue la instalación de un carenado dorsal estabilizador. También incluyó un quinto asiento, flaps de cuerda más ancha, y un aumento en el peso bruto de 100 libras. El modelo B95A de 1961 contó con dos motores de inyección de combustible Lycoming IO-360-B1A. Un total de 150 B95 fueron construidos en 1960 y 81 entre 1961 y 1962. El modelo de 1960 tenía un precio de 51500 dólares y el modelo de 1961 y 1962 costaba 49500.

### Model D95A

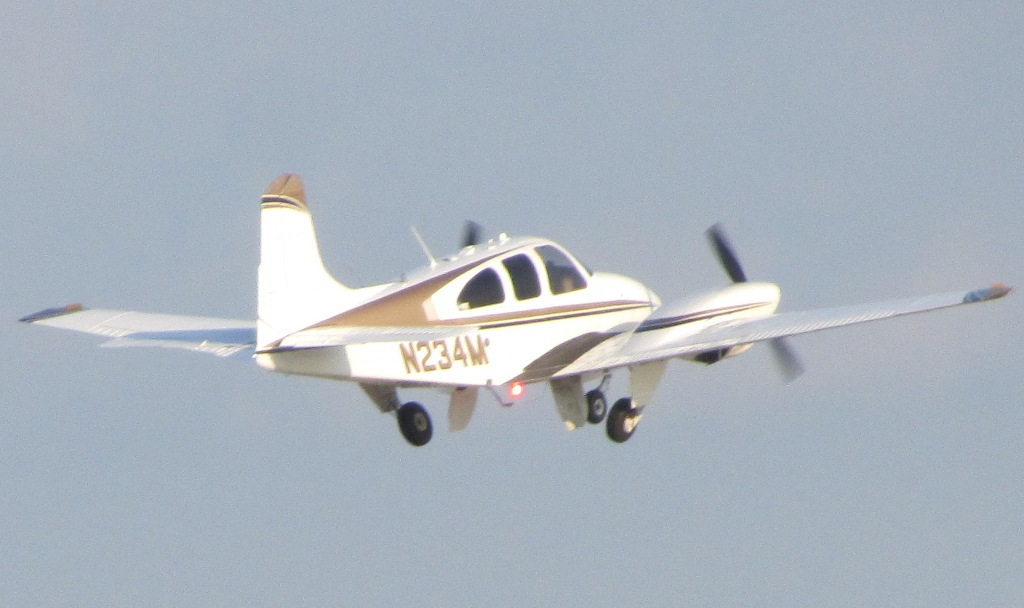
Beechcraft D95A de 1963.

En el año 1963, el Travel Air se caracterizó por tener una ventana trasera más grande, lo que es común en los modelos Baron A55/B55. El cono del morro fue alargado para una mejora en el espacio de almacenaje. Algunos elementos interiores, como el panel de instrumentos y los calentadores, fueron rediseñados. Se vendieron un total de 174 unidades de este modelo entre 1963 y 1967.

### Modelo E95
El modelo E95 se caracterizaba por un parabrisas monopieza. El interior fue renovado completamente. Un total de 14 unidades del modelo E95 fueron construidas en 1968, con un precio de 53500 dólares cada una. El final de la producción se debió al alto coste y al nacimiento del Model 55 Baron, con más potencia y desarrollado desde el Model 95.

## Especificaciones (D95A)
Referencia datos: 

### Características generales
- Tripulación: 1
- Capacidad: 4 pasajeros
- Longitud: 7,9 m (25,9 ft)
- Envergadura: 11,5 m (37,8 ft)
- Altura: 2,9 m (9,5 ft)
- Superficie alar: 18,5 m² (199,1 ft²)
- Peso vacío: 1159 kg (2554,4 lb)
- Peso máximo al despegue: 1905 kg (4198,6 lb)
- Planta motriz: 2×  Lycoming IO-360-B1B.
  - Potencia: 134 kW (185 HP; 182 CV) cada uno.

### Rendimiento
- Velocidad nunca excedida (Vne): 386 km/h
- Velocidad crucero (Vc): 314 km/h (potencia al 65%, 2450 rpm a una altitud de 3350 m (11000 pies))
- Velocidad de entrada en pérdida (Vs): 113 km/h (flaps 28, tren de aterrizaje abajo, motores al ralentí)
- Techo de vuelo: 5500 m
- Régimen de ascenso: 6,3 m/s
- Carga alar: 103 kg/m²

### Desarrollos relacionados
- Beechcraft Bonanza
- Beechcraft T-34 Mentor
- Piper PA-23
- Cessna 310

### Aeronaves similares
- Piper Apache
- Cessna 310

### Secuencias de designación
- Secuencia Numérica (interna de Beechcraft): ← 87 - 88 - 90 - 95 - 99 - 100 - 101 →